# Nuraghe Ispiene

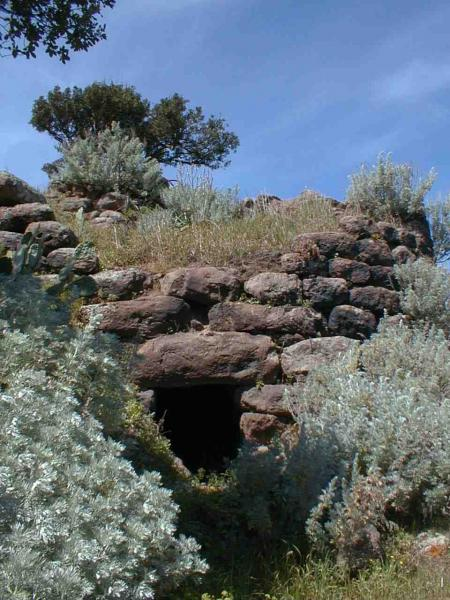
Nuraghe Ispiene

Die Nuraghe Ispiene liegt in Erula bei Perfugas in der Metropolitanstadt Sassari auf Sardinien. Nuraghen sind prähistorische und frühgeschichtliche Turmbauten der Bonnanaro-Kultur (2200–1600 v. Chr.) und der mit ihr untrennbar verbundenen, nachfolgenden Nuraghenkultur (etwa 1600–400 v. Chr.) auf Sardinien. Das Monument wird in die Bronzezeit datiert (1600–1000 v. Chr.) Der von dichter Vegetation überwuchert Turm in Form eines Kegelstumpfes ist nur auf der Nord- und Ostseite erkennbar.

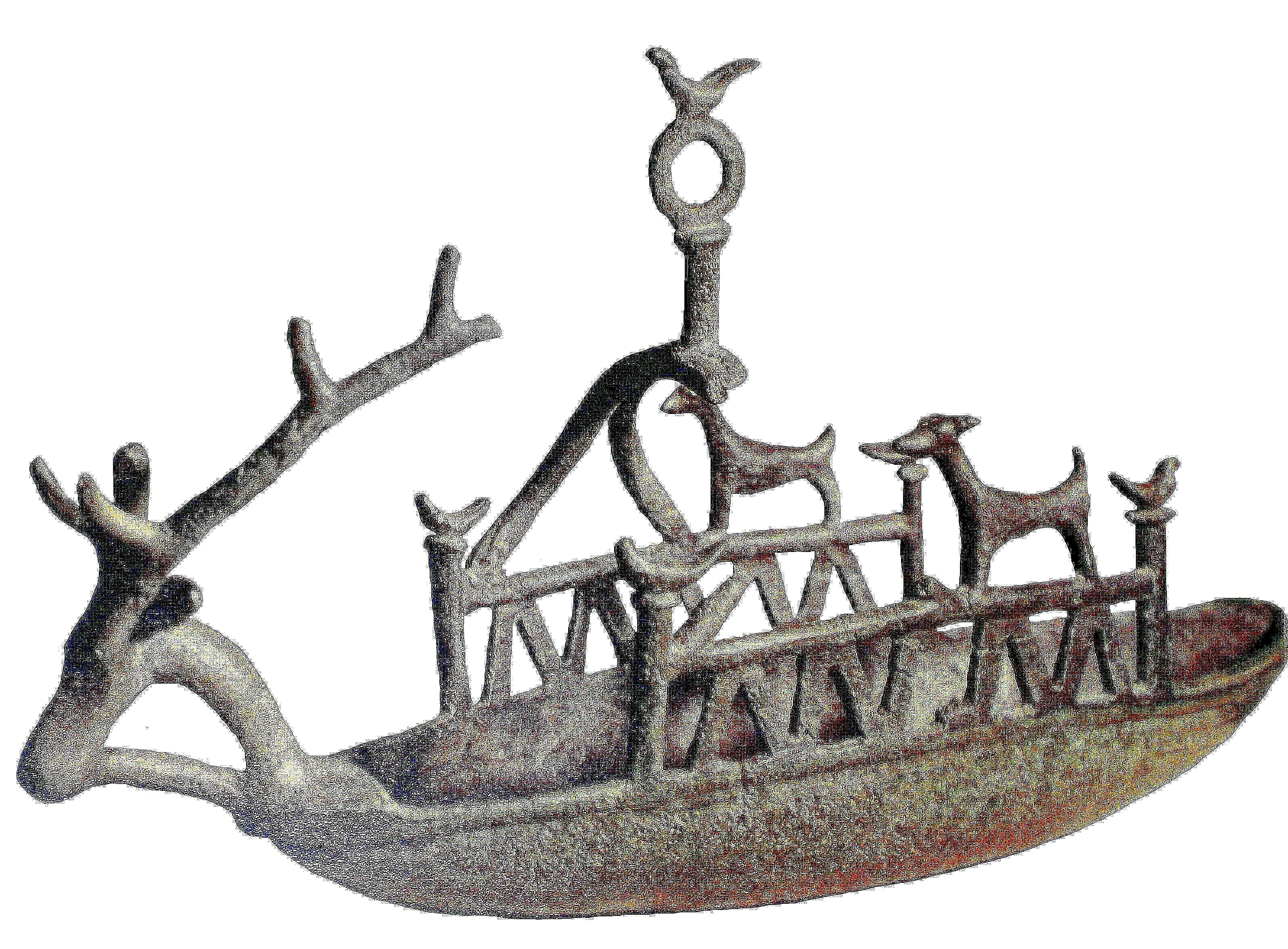
Bronzefiguren der Nuraghenkultur
Das Votivschiff von Ispiene

In die Nuraghe gelangt man durch einen Zugang mit einem monolithischen Architrav über dem eine Entlastungsöffnung liegt. Man gelangt in den kurzen Gang, in dem sich rechts die Wächterzelle befindet. Links in der Wand beginnt der heute komplett verschüttete, wendelartig umlaufende Treppenaufgang, der in den Oberstock führte.
Gegenüber dem Zugang gelangt man zur runden Zentralkammer mit den drei kreuzförmig angeordneten Nischen. Über der Nische in der rechten Wand existiert noch eine weitere, kleine Nische, eine Variante, die selten zu beobachten ist. Die Decke der Tholos bildet eine perfekt erhaltenes falsches Gewölbe. Es fehlt nur die obere Deckenplatte. Die Nuraghe wurde in Schichtmauerwerk aus behauenen und bearbeiteten Trachytquadern errichtet.
Das Monument ist berühmt, weil hier außerhalb des Nuraghenkomplexes eines der größten Votiv-Schiffchen der Nuraghenkultur gefunden wurde. Das Exemplar aus Bronze wird im Archäologischen Nationalmuseum in Cagliari ausgestellt.